# Laberi Màxim
Laberi Màxim (en llatí Laberius Maximus) va ser governador romà de Judea els anys 73 i 74, just després de la destrucció del temple de Jerusalem.
Va ser nomenat per Vespasià i va rebre l'ordre de l'emperador de vendre totes les terres de Judea. Probablement ja exercia algun tipus de comandament una mica abans, segurament l'any 71.
Més tard apareix un Laberi Màxim en temps de Trajà, que va ser desterrat com a sospitós d'aspirar a l'imperi, però no se sap si era la mateixa persona. Es menciona una persona del mateix nom per Marcial i per Plini.